# Karin Søjberg Holst
Karin Søjberg Holst (født 1. februar 1945) var borgmester i Gladsaxe Kommune fra 2002 til 2017, valgt for Socialdemokraterne.
Holst er student fra Gladsaxe Gymnasium og efterfølgende uddannet bibliotekar, hvilket hun har arbejdet som ved Statens Erhvervspædagogiske Læreruddannelse 1983-1989 og ved Metalskolen i Jørlunde 1989-2002.
Hun blev valgt til kommunalbestyrelsen i Gladsaxe Kommune i 1978, og har bl.a. været formand for Teknik- og Miljøudvalget, formand for Biblioteks- og Kulturudvalget og formand for Børne- og Undervisningsudvalget inden hun i august 2002 blev borgmester. Hun trådte tilbage som borgmester den 10. juli 2017 og overlod borgmesterposten til Trine Græse.